# 獅潭端
獅潭端為臺灣台72線的終點，位於臺灣苗栗縣獅潭鄉，為直接式交流道，里程為31k，可到達苗栗縣獅潭鄉、大湖鄉、泰安鄉、三灣鄉。
|              | 31 獅潭端 |  | 獅潭 三灣 大湖市區 |
| 泰安         | 31 獅潭端 |  |                    |
| 雪霸國家公園 | 31 獅潭端 |  |                    |
| 仙山         | 31 獅潭端 |  |                    |

## 外部連結
- 台72線獅潭端示意圖 （页面存档备份，存于）（交通部公路總局）